# B2Gold
B2Gold Corporation — горнодобывающая компания, ведущая добычу золота и серебра в Мали, Филиппинах и Намибии и зарегистрированная в Канаде.

## История
В 2007 году компания Bema Gold с проектами в Чили и России была поглощена другой канадской компанией, Kinross Gold; часть руководства Bema Gold основали новую компанию, названную B2Gold. В 2008 году её акции были размещены на фондовой бирже Торонто, на вырученные 100 млн долларов была куплена золотодобывающая шахта в Никарагуа Central Sun. Затем в 2011 году за 1 млрд долларов был куплен рудник Масбатэ на Филиппинах. В 2015 году компания начала добычу золота на шахте Отджикото в Намибии, а через два года — в Мали на шахте Фекола.

## Деятельность
B2Gold ведёт добычу золота в трёх регионах:
- Мали — рудник Фекола (Fekola Mine); 62 % выручки;
- Филиппины — рудник Масбатэ (Masbate Mine); 22 % выручки;
- Намибия — рудник Отджикото (Otjikoto Mine); 16 % выручки.

Кроме этого компания ведёт геологоразведку в Канаде, Мали, Финляндии и Узбекистане.